# Мраморная арка
Мраморная арка (англ. Marble Arch) — триумфальная арка, стоящая возле Ораторского уголка в Гайд-парке, на западном конце Оксфорд-стрит в Лондоне. Ближайшая станция метро — Marble Arch по центральной линии.
Арка была создана в 1828 году архитектором Джоном Нэшем, взявшим за основу знаменитую триумфальную арку Константина в Риме. Арка построена из каррарского мрамора. Внутри имеются три небольших помещения, которые прежде использовались как пост полиции.
Арка была первоначально установлена на улице Мэлл как парадные ворота в Букингемский дворец, но затем при постройке нового флигеля дворца в 1851 году была перенесена на нынешнее место по проекту архитектора Децимуса Бёртона. Тогда ходили слухи, что её переносят лишь оттого, что большая золотая королевская карета не может под ней проехать. Однако во время коронации Елизаветы II в 1953 году миллионы зрителей видели, как большая золотая карета проехала под аркой.
Мраморная арка стоит рядом с местом, где раньше находилась знаменитая виселица Тайберн (Tyburn), место публичных казней с 1388 по 1793 годы. Ходят слухи о возможном переносе арки внутрь Гайд-парка или в другое более доступное для туристов и горожан место, так как сейчас доступу к арке препятствует оживлённый транспортный поток.
В 2019 году во время протестов, организованных Extinction Rebellion, художник Бэнкси создал возле арки трафаретное граффити, изображающее ребёнка, сажающего растение и помечающего его символом вымирания. Граффити подписано цитатой из книги «Революция повседневной жизни» (1967) философа-ситуациониста Рауля Ванейгема: «С этого момента заканчивается отчаяние и начинается тактика» (англ. From this moment despair ends and tactics begin).

## Галерея

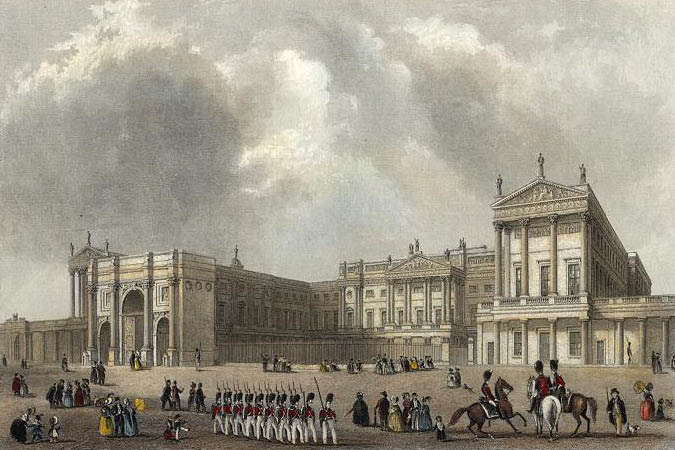
Слева ― арка до её переноса в Гайд-парк
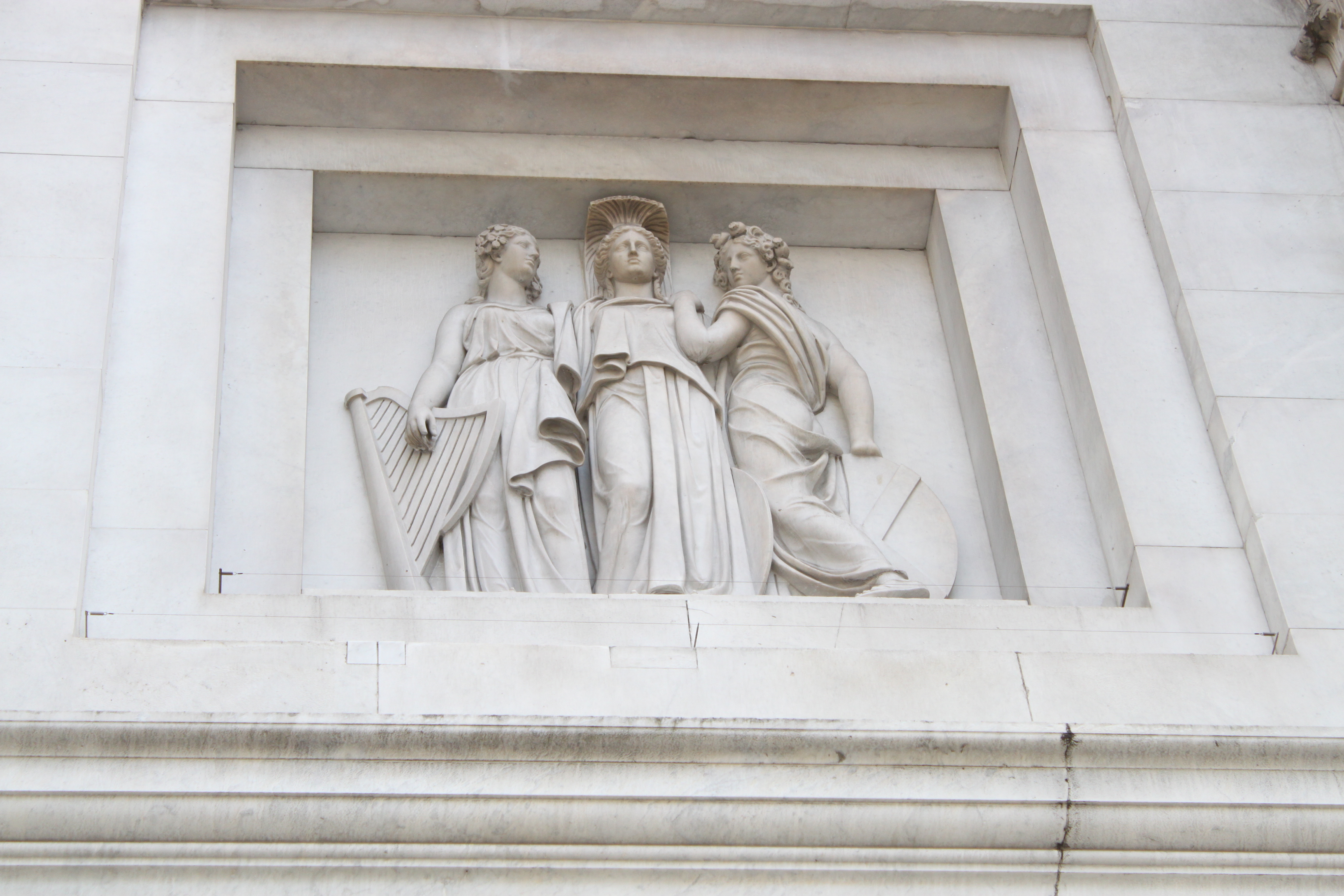
Элемент декора арки
Граффити художника Бэнкси